# Roman Schäffler
Roman Schäffler OSB (* 3. Februar 1632 in Meersburg am Bodensee; † 26. September 1686 in Metten) war Mönch und Abt in der bayerischen Benediktinerabtei Metten.

## Biographie
Roman Schäffler legte 1653 in Kloster Metten seine Profess ab und wurde nach dem Studium der Philosophie und Theologie 1657 zum Priester geweiht. In den Jahren 1664–1666 wirkte er als Seelsorge in der dem Kloster Metten anvertrauten Pfarrei Stephansposching. Nach dem Tod von Abt Johann Jakob Schleich wurde er von den Mettener Mönchen am 1. Oktober 1668 zu dessen Nachfolger gewählt; die Benediktion zum Abt empfing er am 15. Juni 1670.
Durch kluge Wirtschaftsführung konnte Abt Roman Schäffler die finanzielle Lage des Klosters verbessern und einen Teil der Schulden zurückzahlen. Außerdem führte er die von seinen Vorgängern begonnene bauliche Erneuerung des Klosters fort. Unter anderem wurde in seiner Amtszeit einer der beiden Kirchtürme erneuert.
Geprägt war die Amtszeit von Abt Roman Schäffler durch die langwierigen Auseinandersetzungen um die Errichtung der Bayerischen Benediktinerkongregation. Unter Abt Johannes Nablas hatte das Kloster Metten 1627 den Plänen zur Errichtung einer Kongregation der bayerischen Benediktinerklöster zugestimmt. Nun aber äußerte Abt Roman Schäffler schwere Bedenken gegen die Kongregation, vor allem wegen der zu erwartenden Kosten. Auch Abt Coelestin Vogl von St. Emmeram in Regensburg, der die Kongregationspläne voranbringen wollte, konnte den Abt von Metten nicht zum Einlenken bewegen. Im Jahr 1674 erklärte Abt Roman Schäffler, dass Metten der geplanten Kongregation nicht beitreten werde. Diese Absage wiederholte er nochmals im Jahr 1684, als die Bayerische Benediktinerkongregation durch ein Breve von Papst Innozenz XI. errichtet wurde. Erfolglos versuchten die Mitglieder der Bayerischen Kongregation in den folgenden Jahren Abt Roman Schäffler und seinen Konvent doch noch zu einem Beitritt zu bewegen.